# Mancerina

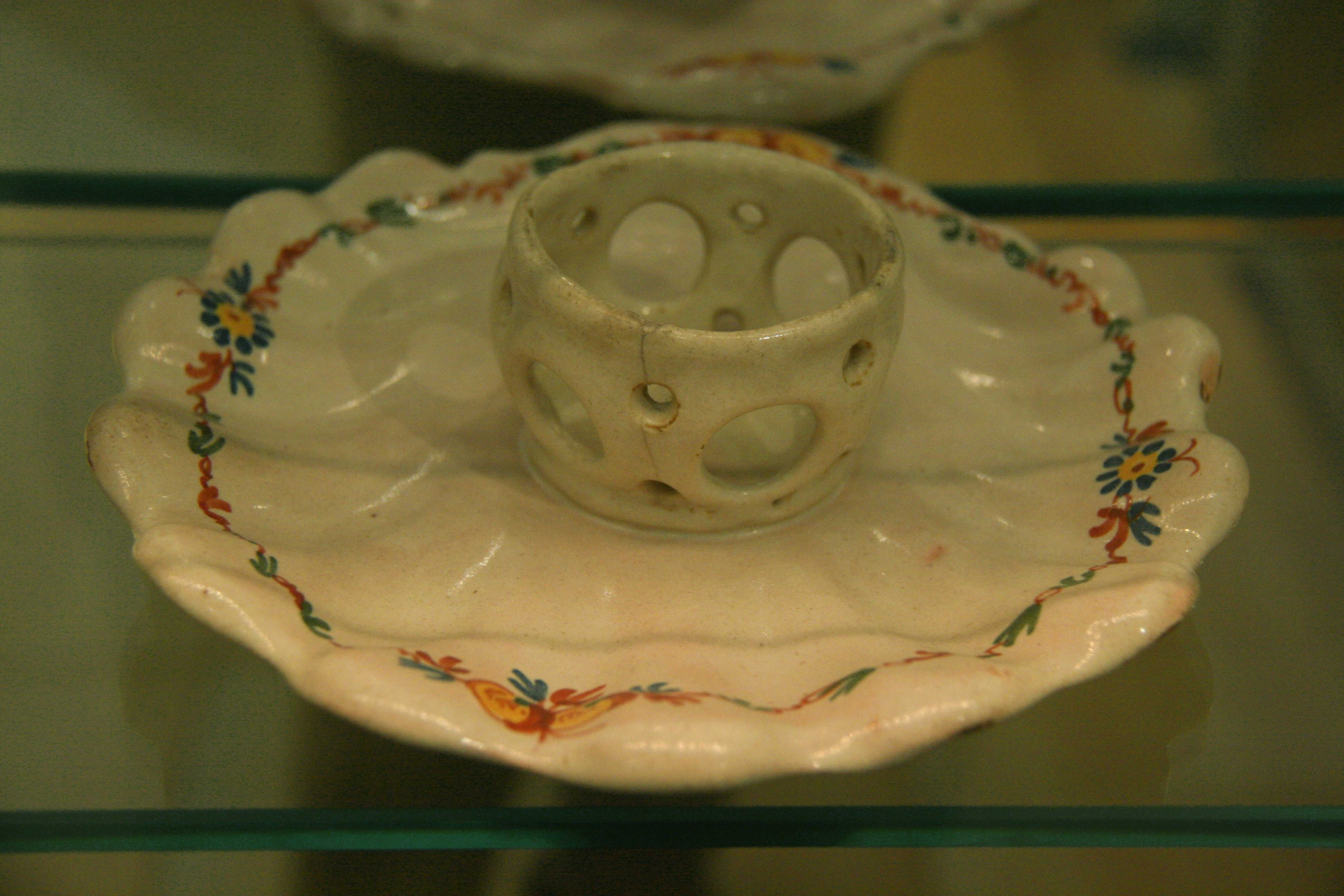
Mancerina in ceramica

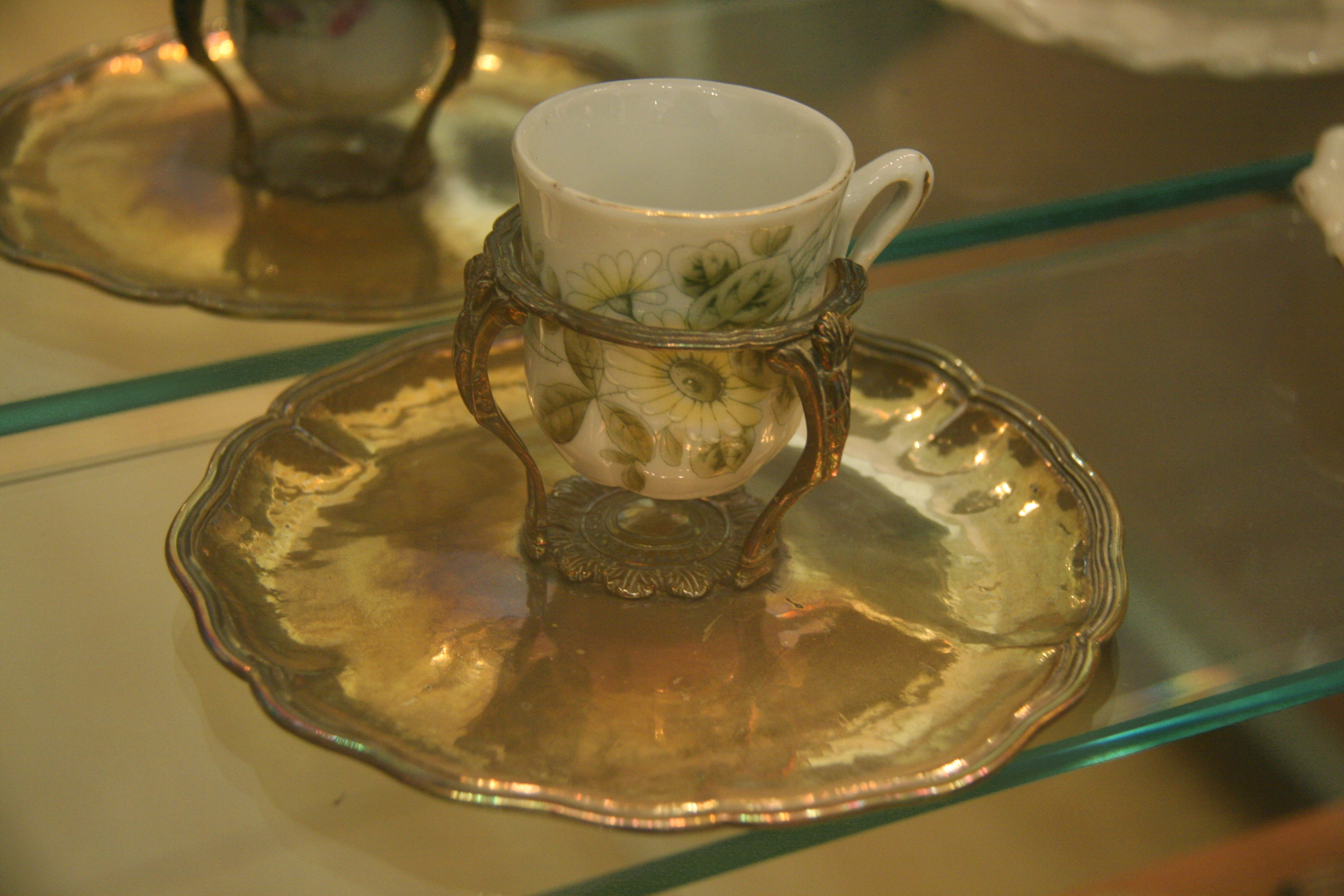
Mancerina in metallo

La mancerina (plurale; mancerinas), chiamata anche "tremolante", è un termine spagnolo che designa un tipo di sottocoppa creato nel XVII secolo e adatto alla degustazione nobiliare della cioccolata calda.
Basato su un portauovo di origine medievale, generalmente si presenta come una sorta di piatto o vassoio in argento o ceramica che ha come caratteristica principale il fatto di avere un morsetto circolare centrale, con pareti spesso forate, destinato a trattenere la tazza (jícara).
Questo oggetto prende il nome dal marchese di Mancera, viceré del Perù tra il 1639 e il 1648, al quale è tradizionalmente attribuita la sua invenzione e l'introduzione in Spagna.
Originariamente prodotte in argento, dall'inizio del XVIII secolo, quando il commercio e il consumo del cacao raggiunse gli altri Paesi Europei, le mancerinas erano realizzate in porcellana, soprattutto dalla Reale Fabbrica di L'Alcora.